# Indulgentes (Revolução Francesa)
Os "Indulgentes" (assim batizados por Georges Danton e seus amigos) eram os antigos membros do Clube dos Cordeliers, entre os quais Camille Desmoulins, que, ao final de 1793, colocaram em debate a questão da utilidade do Terror.
Sob a direção do antigo prefeito de Paris e antigo Ministro da Guerra Jean Nicolas Pache, os exagerados do novo Ministério da Guerra Bouchotte e seu porta-voz Hébert, que visavam derrubar a Convenção Nacional, reclamavam a intensificação do Terror. Outros Montanheses começavam a nutrir dúvidas sobre a fundamentação do regime severo existente que mascararia, segundo eles, um projeto contra-revolucionário. Danton, então expoente dos moderados, e Camille Desmoulins foram os primeiros a denunciar o instrumento do Terror, notadamente no jornal "Le Vieux Cordelier". Em seu jornal, Desmoulins fez cair a máscara do jornal "Le Père Duchesne" que foi reconhecido como contra-revolucionário.
Em 5 de Janeiro de 1794, na tribuna dos Cordeliers, os Hebertistas ou Exagerados Momoro e Collot d'Herbois, sentindo o perigo que os cercava, denunciaram por sua vez Camille Desmoulins. Nos Jacobinos, Robespierre validou as acusações de Desmoulins, encaminhando para o Tribunal Revolucionário os amigos e cúmplices de Jacques-René Hébert. Apenas alguns chegaram a ser presos na noite de 14 a 15 de Março. Julgados em relativa obscuridade, foram guilhotinados - com a exceção de seu chefe, Jean-Nicolas Pache - em 24 de Março.
Em 30 de março de 1794, os principais protetores dos Exagerados - e notadamente Bertrand Barère de Vieuzac, Jean-Marie Collot d'Herbois e Billaud-Varenne, em ligação com o Comitê de Segurança Geral - pedem, por sua vez, a cabeça dos Moderados, notadamente Danton, Desmoulins e Philippeaux. São reunidos intencionalmente aos vigaristas comprometidos no "Caso da Liquidação da Companhia das Índias". Ao termo de um processo que se desenrola de 2 a 4 de Abril de 1794, os "Indulgentes", assim como os "vigaristas", são condenados pelo Tribunal Revolucionário e guilhotinados. No dia 13 de Abril seguinte, os Moderados e os Exagerados foram reunidos por sua vez sobre as mesmas carroças e executados em um processo novamente tortuoso onde foi invocado contra eles o crime da Conspiração das Prisões.